# Michael Angelo Batio
Michael Angelo Batio (Chicago, Illinois, 1956. június 12. –) amerikai gitáros, dalszerző, producer, újságíró, rovatvezető. 1984 óta tartó pályafutása során a Guitar One magazin olvasói többször szavazták meg a leggyorsabb gitárosnak. A Total Guitar Magazine "20 Greatest Shredders of All Time" szavazásán pedig első helyezést kapott.

## Pályafutása
5 évesen kezdett zongorázni, 10 évesen pedig gitározni. Két év tanulás után gyorsabban tudott játszani, mint a tanára. Balkezes létére, mégis jobbkezes gitáron tanult meg muzsikálni. Gyakorlás közben gyakran egyszerre két hangszeren játszott. 14 évesen kezdett érdeklődni a dzsessz iránt. Két évvel később "jazz szóló" kategóriában díjat nyert. A Northeastern Illinois Egyetemen szerzett diplomát zeneelméletből és komponálásból. Ezután session zenészként dolgozott. Zenét szerzett többek közt a Burger King, a Pizza Hut, Taco Bell, KFC, United Airlines, United Way, McDonald’s, Beatrice Corp., és a Chicago Wolves hokicsapat számára is.
Karrieje 1984-ben indult, amikor csatlakozott a Holland nevű heavy metal formációhoz. A zenekarban Tommy Holland énekelt (ex-Steppenwolf). A zenekar első lemeze 1985-ben jelent meg Little Monsters címmel. 1987-ben Jim Gilette énekessel, T.J. Racer basszusgitárossal, és Bobby Rock dobossal megalakította a glam metalt játszó Nitrot. Első lemezük O.F.R. címen jelent meg 1989-ben. A Freight Train videóklipjét az MTV is a műsorára tűzte. Batio a klipben használta a maga által megalkotott négy részből álló "quad" gitárját, amit az FHM magazin besorolt az "50 legelképesztőbb rockmomentum" közé. 1992-ben jelent meg a Nitro II: H.W.D.W.S. címet kapott második Nitro nagylemez.
Batio 1993-tól azonban szólóban folytatta tovább. 1995-ben jelent meg első szólólemeze No Boundaries címmel. 1997-ben látott napvilágot a második nagylemez Planet Gemini címmel. Első oktatófilmje 1999-ben jelent meg Jam With Angelo címmel, de ugyanez évben került boltokba harmadik nagylemeze a Tradition is. A negyedik teljes hosszúságú album a Lucid Intervals and Moments of Clarity címet kapta. 2001-ben a C4 zenekarral dolgozott. Első DVD-je 2003-ban jelent meg Speed Kills címmel, amit a Speed Lives követett. 2004-ben új albumot is megjelentetett, a Lucid Intervals and Moments of Clarity Part 2 címűt. 2005-ben feldolgozásalbumot adott ki Hands Without Shadows címen. A korongon 2 saját dal mellett Deep Purple, Ozzy Osbourne, Led Zeppelin, Metallica, Aerosmith és Bob Dylan számokat formált a saját képére.
2005-ben az ifjú gitárvirtuóz Bill Peck társaságában dolgozott, majd 2006-ban megjelent a Speed Kills 2 DVD, amit 2007-ben követett a harmadik rész. Szintén 2007-ben jelent meg a 2 X Again válogatáslemez is. 2008-ban gitárbemutatókat is adott, többek közt a Simi Valleyben található Cultural Arts Center keretein belül, mely előadás DVD rögzítésre is került (The Neoclassical Power Approach).

## Stílusa
Michael Angelo Batio elsősorban szélsebes pengetéstechnikájától hírhedt, de emellett játékában ugyanúgy megtalálhatók jazz, mint neoklasszikus elemek. Határozott dallamérzékkel bír, zeneszerzői képességei révén pedig játéka nem csap át öncélúba. A tappingelés során használt "fent-lent" technikája egyedinek számít a gitárosok világában. Saját "találmánya" a dupla gitár, amit gyakran használ koncertjein, de stúdióban sosem. A négy nyakú "quad" gitárt is az ő kérésére fejlesztették ki. A hangszert egy El Pasoban tartott Nitro koncerten ellopták, de a Dean cég újat gyártott belőle. Dean gitárokat és Marshall erősítőket használ, valamint Boss és T-Rex effektpedálokat.

## Szólólemezei
- No Boundaries (1995)
- Planet Gemini (1997)
- Tradition (1999)
- Lucid Intervals and Moments of Clarity (2000)
- Lucid Intervals and Moments of Clarity Part 2 (2004) (válogatáslemez)
- Hands Without Shadows (2005)
- 2 X Again (2007) (válogatáslemez)
- Hands Without Shadows 2: Voices (2009)
- Backing Tracks (2010)

## Videó
- Speed Kills sorozat:
  - 1993: Speed Kills
  - 2006: Speed Kills 2
  - 2007: Speed Kills 3
  - 2010: Speed Kills 2010
- Hands Without Shadows sorozat:
  - 2006: Performance
  - 2007: 25 Jazz Progressions
  - 2007: MAB Jam Session
- Speed Lives sorozat:
  - 2004: Speed Lives